# Étoile Sportive du Sahel
El Étoile Sportive du Sahel (en árabe: النـجـم الرياضي الساحلي‎, más conocido simplemente como Etoile du Sahel, en árabe: النـجـم الساحلي‎, en español: Estrella Deportiva de Sahel) es un club deportivo de Túnez de la ciudad de Susa, situada en el Sahel (una de las 6 regiones tunecinas). Fue fundado en 1925 y cuenta con varias disciplinas deportivas como el fútbol, baloncesto, balonmano o vóleibol. Estas cuatro disciplinas han logrado al menos una vez el título continental más importante, un récord en África. El club de fútbol del Étoile es especialmente famoso por ser uno de los más importantes del fútbol africano y juega en la Liga Profesional de Túnez.
El club cuenta en su palmarés con once ligas de fútbol tunecinas, diez copas, una Liga de Campeones, dos Recopas Africanas, dos Supercopas de la CAF, dos Copas de la CAF y dos Copa Confederación de la CAF, entre otros títulos. Mantiene una gran rivalidad con el Espérance Sportive de Tunis y, en menor medida, con el Club Africain y el Club Sportif Sfaxien.

Bouha, la mascota oficial del club.

## Honores del club
Su título continental más reciente fue la Copa de la CAF, obtenida en 2015. En tanto, el más importante fue la Liga de Campeones de la CAF, obtenida en 2007. Además ganó una plaza para el Mundial de Clubes 2007 a disputarse en Japón, representando a África, donde se quedó con el cuarto puesto en el torneo. Es el único club africano que ha obtenido todos los torneos oficiales reconocidos por la Confederación Africana de Fútbol (CAF), a nivel local ha obtenido en 9 ocasiones el torneo tunecino desde la independencia (10 en total) y 10 copas.
Actualmente es el cuarto club africano (el primero de Túnez) con el mayor número de títulos oficiales internacionales reconocidos por la CAF con 9, solo por detrás del Al-Ahly (20), El-Zamalek (12) y el TP Mazembe (11).

## Palmarés

### Torneos nacionales (25)
- Liga Tunecina (11): 1950, 1958, 1963, 1966, 1972, 1986, 1987, 1997, 2007, 2016, 2023
- Copa de Túnez (10): 1959, 1963, 1974, 1975, 1981, 1983, 1996, 2012, 2014, 2015
- Copa de la Liga de Túnez (1): 2005
- Supercopa de Túnez (3): 1973, 1986, 1987

### Torneos internacionales (9)
- Liga de Campeones de la CAF (1): 2007
- Copa Confederación de la CAF (2): 2006, 2015
- Recopa Africana (2): 1997, 2003
- Supercopa de la CAF (2): 1998, 2008
- Copa CAF (2): 1995, 1999.
- Subcampeón de la Liga de Campeones de la CAF (2): 2004, 2005
- Subcampeón de la Copa Confederación de la CAF (1): 2008
- Subcampeón de la Supercopa de la CAF (3): 2004, 2007, 2016
- Subcampeón de la Copa CAF (2): 1996, 2001

### Torneos internacionales regionales (3)
- Copa de Campeones Árabe (1): 2019
- Liga de Campeones del Magreb Árabe (1): 1972
- Recopa del Magreb (1): 1975

## Participación en competiciones de la CAF

### Por competición
- Para los detalles estadísticos del club véase Anexo:Étoile du Sahel en competiciones internacionales.

Nota: En negrita competiciones activas.
| Competición                                           | Temp. | PJ  | PG  | PE | PP | GF  | GC  | Dif. | Puntos | Títulos | Subtítulos |
| ----------------------------------------------------- | ----- | --- | --- | -- | -- | --- | --- | ---- | ------ | ------- | ---------- |
| Liga de Campeones de la CAF                           | 15    | 124 | 61  | 29 | 34 | 176 | 109 | +67  | 212    | 1       | 2          |
| Copa Mundial de Clubes de la FIFA                     | 1     | 3   | 1   | 1  | 1  | 3   | 3   | 0    | 4      | –       | –          |
| Recopa Africana                                       | 4     | 22  | 11  | 5  | 6  | 36  | 20  | +16  | 38     | 2       | –          |
| Supercopa de la CAF                                   | 5     | 5   | 1   | 2  | 2  | 5   | 6   | -1   | 5      | 2       | 3          |
| Copa CAF                                              | 6     | 48  | 29  | 3  | 16 | 93  | 47  | +46  | 90     | 2       | 2          |
| Copa Confederación de la CAF                          | 10    | 96  | 48  | 28 | 20 | 136 | 74  | +62  | 172    | 2       | 1          |
| Total                                                 | 41    | 298 | 151 | 68 | 79 | 449 | 259 | +190 | 521    | 9       | 8          |
| Actualizado a la Liga de Campeones de la CAF 2021-22. |       |     |     |    |    |     |     |      |        |         |            |

### Participaciones por competición
- Liga de Campeones de la CAF: 15 (1987, 1988, 1998, 2004, 2005, 2006, 2007, 2008, 2009, 2012, 2016, 2017, 2018, 2019-20, 2021-22)
- Recopa Africana: 4 (1984, 1992, 1997, 2003)
- Copa Confederación de la CAF: 10 (2006, 2008, 2010, 2011, 2013, 2014, 2015, 2016, 2018-19, 2020-21)
- Copa Mundial de Clubes de la FIFA: 1 (2007)
- Copa CAF: 6 (1995, 1996, 1999, 2000, 2001, 2002)
- Supercopa de la CAF: 5 (1998, 2004, 2007, 2008, 2016)